# Virtus Pallacanestro Bologna 1963-1964

## Roster
Knorr Bologna 1963-64
- Nino Calebotta (capitano)
- Mario Alesini
- Justo Bonetto
- Giorgio Borghetti
- Augusto Giomo
- Gianfranco Lombardi
- Corrado Pellanera
- Santo Rossi
- Franco Tesoro
- Ettore Zuccheri

## Staff Tecnico
- Allenatore:  Mario Alesini

## Risultati
- Serie A: 3ª classificata su 14 squadre (23-3)